# 석유공학

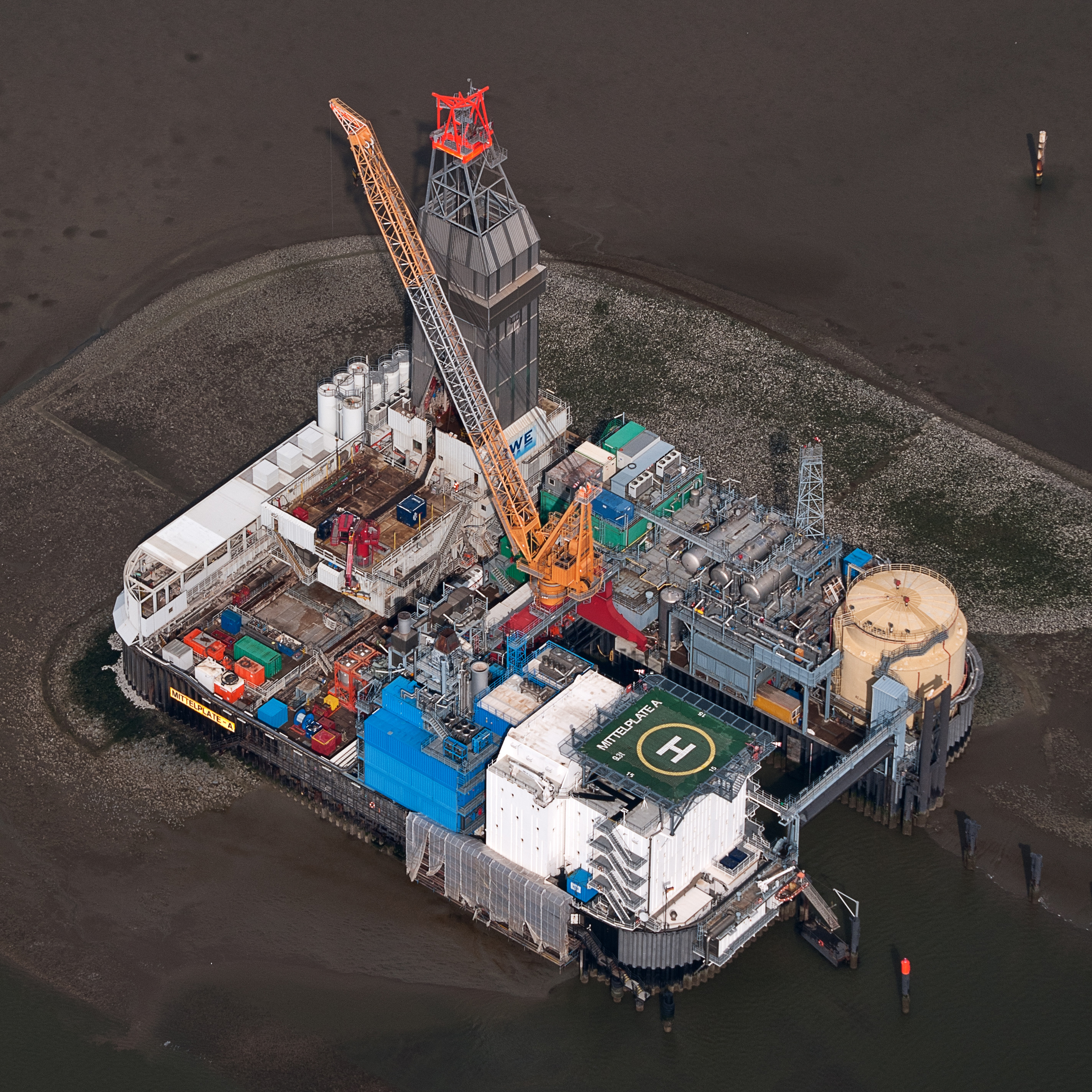

석유공학(石油工學, Petroleum engineering)은 원유나 천연가스일 수 있는 탄화수소의 탐사 및 시추와 관련된 활동과 관련된 공학 분야이다. 탐사 및 시추는 석유 및 가스 산업의 업스트림(Upstream) 부문에 속하는 것으로 간주된다.

## 교육
석유공학은 대부분의 공학 형태와 마찬가지로 기초적인 능력으로서 물리학, 화학, 수학 분야를 중시한다. 석유 공학과 관련된 다른 분야로는 지질학, 경제학 등이 있다.

## 같이 보기
- 석유 산업
- 석유지질학